# Deinocerites
Deinocerites Theobald, 1901 è un genere di zanzare (in inglese crabhole mosquitoes) appartenente alla tribù Culicini della famiglia Culicidae. Gli esemplari delle sue specie sono rinvenuti nelle Americhe, in particolare nelle loro regioni tropicali. Tipicamente si rifugiano (di giorno) e si riproducono nelle tane dei granchi, anche se alcune specie sono state osservate in posthole e altre cavità, nonché in container antropici. Tra le prede della loro ematofagia si annoverano mammiferi (tra cui l'uomo), uccelli, alcuni rettili e anfibi.

## Tassonomia
Al 2025 ne sono note 18 specie:
- Deinocerites atlanticus Adames, 1971
- Deinocerites barretoi Adames, 1971
- Deinocerites belkini Adames, 1971
- Deinocerites cancer Theobald, 1901
- Deinocerites colombianus Adames, 1971
- Deinocerites costaricensis Adames & Hogue, 1970
- Deinocerites curiche Adames, 1971
- Deinocerites dyari Belkin & Hogue, 1959
- Deinocerites epitedeus (Knab, 1907)
- Deinocerites howardi Belkin & Hogue, 1959
- Deinocerites magnus (Theobald, 1901)
- Deinocerites mathesoni Belkin & Hogue, 1959
- Deinocerites mcdonaldi Belkin & Hogue, 1959
- Deinocerites melanophylum  Dyar & Knab, 1907
- Deinocerites nicoyae Adames & Hogue, 1970
- Deinocerites panamensis  Adames, 1971
- Deinocerites pseudes Dyar & Knab, 1909
- Deinocerites spanius (Dyar & Knab, 1909)